# Gavià menjacrancs
El gavià menjacrancs o gavià d'Olrog (Larus atlanticus) és una espècie d'ocell de la família dels làrids (Laridae) que habita la costa atlàntica del nord-est de l'Argentina.